# Família Gates
A Família Gates refere-se aos parentes mais próximos e ancestrais do magnata norte-americano Bill Gates. 

## Ancestrais
- William Henry Gates e Rebecca Eppinhauser
  - William Henry Gates I (avô paterno)

- William H. Rice e Isabella Thompson
  - Lillian Elizabeth Rice (avó paterna)
    - William H. Gates II (pai)

- James W. Maxwell e Adele Thompson (avós maternos)
  - Mary Maxwell Gates (mãe)

William Henry Gates II e Mary M. Gates
- - Kristianne Gates Blake (irmã mais velha)
  - Elizabeth Gates Armintrout (irmã mais nova)
  - William Henry Gates III

William Henry Gates III e Melinda Ann French Gates
- - Jennifer Katharine Gates (1996-)
  - Rory John Gates (1999-)
  - Phoebe Adele Gates (2002-)
  - Evie Cornelia Gates (2007-)